# Collegio Etiopico

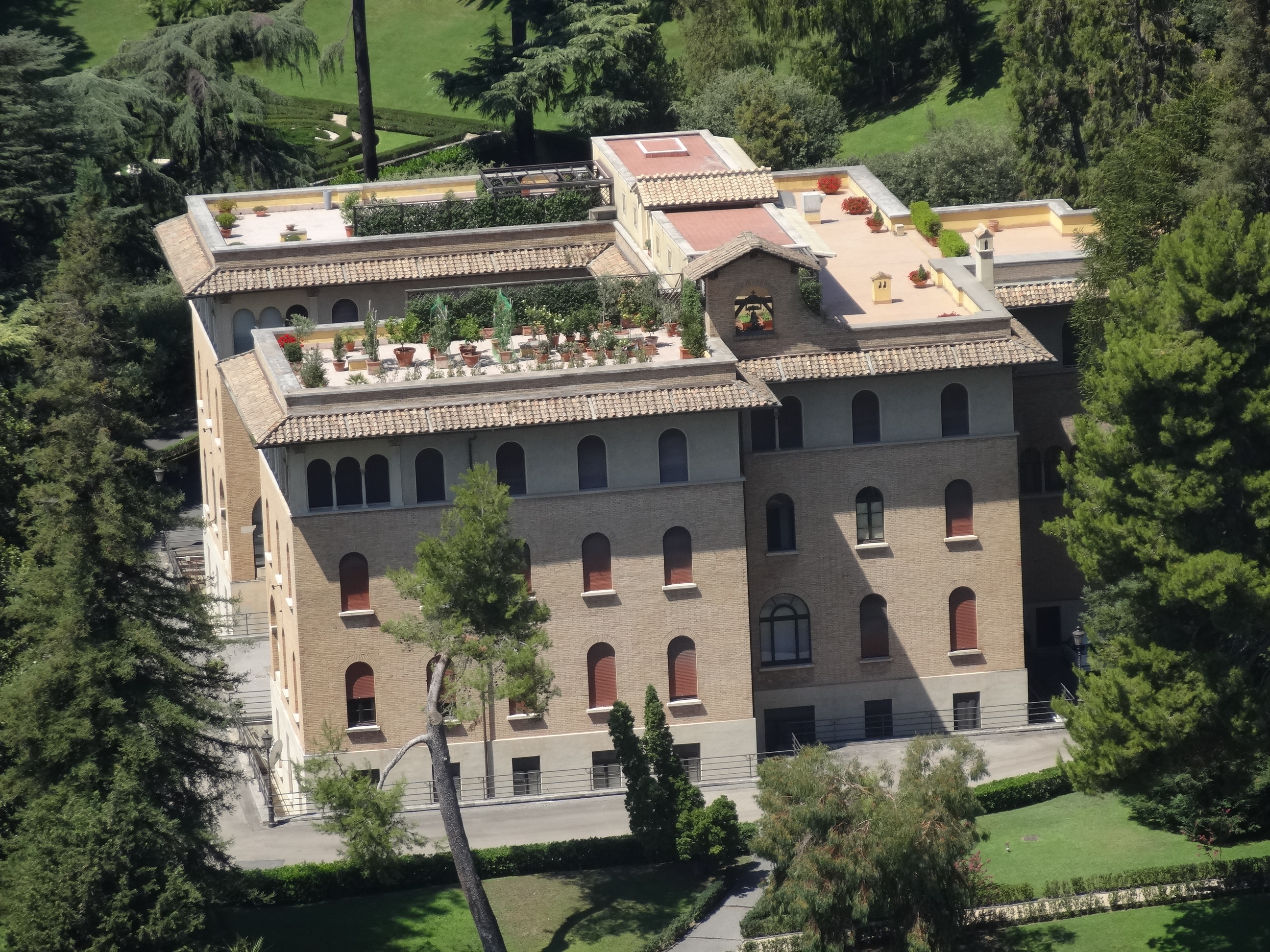
Il Collegio Etiopico.

Il Seminario Pontificio Collegio Etiopico è un seminario della Chiesa cattolica fondato a Città del Vaticano nel 1481 per l'istruzione e la preparazione dei giovani aspiranti al sacerdozio provenienti dall'Etiopia e dall'Eritrea.

## Storia
Il Pontificio Collegio Etiopico venne fondato da papa Sisto IV nel 1481 per accogliere i monaci provenienti dall'Abissinia, arrivati a Roma per la prima volta nel 1351 e venne costruito vicino alla basilica di San Pietro nei giardini Vaticani, con la chiesa di Santo Stefano degli Abissini.
Quando venne aperto arrivarono sei etiopi come ambasciatori accompagnati da Giovanni Battista da Imola.
Sotto papa Leone X la chiesa venne trasformata in monastero per accogliere i monaci abissini per formare i monaci etiopi e per far conoscere la chiesa etiope in Europa. Nel 1513 vennero stampati i Salmi in lingua ge'ez, la lingua ecclesiastica della Chiesa cattolica copta e della Chiesa ortodossa etiopica.
Nel 1919 venne trasformato per accogliere gli studenti dall'Etiopia e non più i pellegrini, rimase con questo uso fino al 1977, poi nel 1980 venne trasformato per accogliere preti dall'Etiopia e dall'Eritrea, che vengono a Roma per conseguire la licenza o il dottorato. Attualmente gli ospiti del Collegio Etiopico sono 15 (13 etiopi e 2 eritrei), anche se il numero massimo di ospiti è 23 e fanno tutti servizio nella parrocchia di rito etiope della chiesa di San Tommaso in Parione, anche se gli ospiti hanno diritto a celebrare in rito latino per motivi pastorali. Nella struttura si parlano il tigrino e l'amarico.
Nel 1928 papa Pio XI spostò il collegio gli attribuì il nome di Seminario Pontificio inaugurandolo nel 1930. Tuttora la struttura ospita le conferenze episcopali di Eritrea e Etiopia.
Il Collegio Etiopico è stato gestito dai Frati Cappuccini provenienti dall'Eritrea fino al 1919, dal 1919 al 1999 è stato gestito dai Cistercensi dell'Abbazia di Casamari, dal 1999 al 2003 fu sotto la gestione di sacerdoti diocesani e nuovamente è sotto la gestione dei Frati Cappuccini.
Il rettore viene nominato dalla Congregazione per le Chiese Orientali, dalle Conferenze episcopali etiopica ed eritrea. L'attuale rettore è Hailemikael Beraki.
All'interno del collegio risiede anche il cardinale Giovanni Lajolo